# Uniemyśl (przystanek kolejowy)
Uniemyśl – zamknięty w 1954 roku oraz zlikwidowany w 1971 przystanek osobowy w Uniemyślu na linii kolejowej nr 330, w województwie dolnośląskim, w Polsce.